# Doris Wolf
Doris Wolf (* 1954 in Mannheim) ist eine deutsche Psychologin, Psychotherapeutin und Autorin zahlreicher Selbsthilfe-Bücher.

## Leben
Nach dem Studium der Psychologie an der Universität Mannheim durchlief Wolf mehrere therapeutische Ausbildungen in Verhaltenstherapie, Gesprächstherapie sowie Rational-Emotiver Therapie. 1981 ging sie für sechs Monate in die USA, um ihre therapeutische Qualifikation zu erweitern. Im Anschluss daran eröffnete sie mit ihrem Partner und Kollegen Rolf Merkle eine psychotherapeutische Praxis in Mannheim, in der sie bis heute arbeitet. 1988 promovierte Wolf an der Universität Heidelberg zum Einsatz von Bibliotherapie in der Psychotherapie. Ihre Spezialgebiete sind die Überwindung von Ängsten und Phobien, Trennungs- und Trauerbewältigung, der Umgang mit Schuldgefühlen, Einsamkeit und Übergewicht.
Doris Wolf schrieb eine Reihe von Ratgeber-Büchern, in denen sie in wissenschaftlich fundierter, aber leicht verständlicher Form psychologische Hilfestellungen weitergibt, die sich in ihrer Praxis bewährt haben. Ihre Ratgeber beruhen auf Methoden der kognitiven Verhaltenstherapie und werden nach eigener Aussage von Psychotherapeuten und Kliniken in deren therapeutischer Arbeit eingesetzt; Selbsthilfegruppen nutzen sie als Diskussionsgrundlage. Ihre Bücher sind tlw. Bestseller; ebenso der jährlich erscheinende Lebensfreude-Kalender, den sie zusammen mit Rolf Merkle herausgibt. Regelmäßig schreibt sie als Expertin für Zeitschriften und nimmt in Radio- und Fernsehsendungen als Psychotherapeutin Stellung zu psychologischen Themen.

## Publikationen (Auswahl)
- Doris Wolf, Rolf Merkle: Gefühle verstehen, Probleme bewältigen. 33. Auflage. PAL, Mannheim 2017, ISBN 978-3-923614-18-9.
- Einsamkeit überwinden. 16. Auflage. PAL, Mannheim 2016, ISBN 978-3-923614-14-1.
- Wenn der Partner geht. 31. Auflage. PAL, Mannheim 2016, ISBN 978-3-923614-74-5.
- Ängste verstehen und überwinden. 32. Auflage. PAL, Mannheim 2017, ISBN 978-3-923614-32-5.
- Einen geliebten Menschen verlieren. 22. Auflage. PAL, Mannheim 2016, ISBN 978-3-923614-48-6.
- Keine Angst vor dem Erröten. 7. Auflage. PAL, Mannheim 2016, ISBN 978-3-923614-59-2.
- Ab heute kränkt mich niemand mehr. 12. Auflage. PAL, Mannheim 2016, ISBN 978-3-923614-79-0.
- Wenn Schuldgefühle zur Qual werden. 7. Auflage. PAL, Mannheim 2016, ISBN 978-3-923614-68-4.
- Abnehmen und dabei genießen. 8. Auflage. PAL, Mannheim 2016, ISBN 978-3-923614-60-8.
- So überwinden Sie Prüfungsängste. 13. Auflage. PAL, Mannheim 2017, ISBN 978-3-923614-36-3.